# Legislación sobre la zoofilia en Estados Unidos
La legislación sobre zoofilia incluye a las leyes de los Estados Unidos sobre relaciones sexuales entre humanos y animales. Desde enero del 2016, hay 42 estados que condenan explícitamente las relaciones sexuales con animales (a veces con el nombre de «sodomía» o «crimen contra la naturaleza»). Dieciséis estados adoptaron una nueva legislación en contra: Oregón, Maine, Iowa, Illinois, Indiana, Missouri, Arizona, estado de Washington, Tennessee, Colorado, Alaska, Florida, Alabama, Nueva Jersey, Nuevo Hampshire y Ohio. Alabama lo prohibió en el 2014, Nueva Jersey lo prohibió en noviembre de 2015, y Nuevo Hampshire y Ohio lo prohibieron en el 2016. Oregón hizo una nueva ley en el 2016, con la cual convirtió el bestialismo en un delito grave y a sí mismo en el primer estado en prohibir la posesión de pornografía zoófila.
En 2017, cinco estados (Nevada, Texas, Kentucky, Virginia Occidental, y Vermont) hicieron proyectos de ley para prohibir el sexo con animales.
Una equivocación que floreció en muchos estados fue la creencia de que, al rechazar las cortes las leyes que prohibían la «sodomía», el bestialismo no volvería a ser ilegal. Sin embargo, la convicción de un hombre en Florida demostró que, incluso en estados sin leyes específicas en contra del sexo zoofílico, se puede recurrir a estatutos en contra del maltrato de animales para condenarla (véase el caso de Randol Mitchell). Del mismo modo, en 2011 un zoófilo en Shelby, Ohio, que tuvo relaciones sexuales con regularidad con sus perros, fue arrestado y acusado de crueldad con los animales. Un incidente similar ocurrió en Metairie, Luisiana, en el 2012.

## Delito menor
Los estados y territorios estadounidenses en los que las relaciones sexuales con animales son un «delito menor», a partir de diciembre del 2016, son: Alabama, Alaska, Arkansas, California, Colorado, Connecticut, Dakota del Norte, Florida, Iowa, Islas Vírgenes, Kansas, Luisiana, Maryland, Maine, Minnesota, Missouri, Nebraska, Nueva Jersey, Nuevo Hampshire, Nueva York, Ohio, Pensilvania, Utah y Wisconsin.

## Delito grave
Los estados y territorios donde la cópula con animales es un «delito grave», a partir de diciembre del 2016, son: Arizona, Carolina del Norte, Carolina del Sur, Dakota del Sur, Delaware, Georgia, Idaho, Illinois, Indiana, Massachusetts, Míchigan, Misisipi, Montana, Oklahoma, Oregón, Puerto Rico, Rhode Island, Tennessee, Virginia y Washington (estado).
En dos estados (Idaho y Míchigan), una persona puede llegar a la vida en prisión por sexo con animales (en Michigan, es por una segunda ofensa).
El alguacil Joe Arpaio, de Arizona, ha cazado y arrestado a personas zoófilas 10 veces en operativos.

## No penalizado
Los estados y territorios que no tienen leyes que prohíban el bestialismo: Distrito de Columbia, Guam, Hawái, Islas Marianas del Norte, Kentucky, Nuevo México, Nevada, Samoa Americana, Texas, Vermont, Virginia Occidental, y Wyoming no tienen leyes que prohíban la cópula con animales.
En Maine, Alaska y Nuevo Hampshire, una segunda «ofensa» es un delito grave. En Maryland, Delaware, Nuevo York, Nuevo Hampshire y Oregón, los procesados van a un registro de delincuentes sexuales. Nuevo Hampshire, Maine, Alaska, Tennessee, el estado de Washington, Oregon y algunos otros prohíben la fabricación y distribución de pornografía zoófila; sólo Oregon prohíbe su posesión.